# Ristjärnen (Älvdalens socken, Dalarna)
Ristjärnen är en sjö i Älvdalens kommun i Dalarna och ingår i Dalälvens huvudavrinningsområde.